# Poquonock Bridge
Poquonock Bridge – jednostka osadnicza w Stanach Zjednoczonych, w stanie Connecticut, w hrabstwie New London.